# 7 Days to Die
7 Days to Die (literalment, 7 dies per morir) és un joc d'horror de supervivència de món obert en accés anticipat desenvolupat per The Fun Pimps. Va ser publicat en accés anticipat a través d'Steam per a Microsoft Windows i Mac OS X el 13 de desembre de 2013 i per a Linux el 22 de novembre de 2014. Es van publicar les versions per a PlayStation 4 i Xbox One el 2016 a través de Telltale Publishing, però actualment no es segueixen desenvolupant.

## Història
Els esdeveniments del joc passen després de les conseqüències catastròfiques de la Tercera Guerra Mundial nuclear, que va destruir una part extremadament gran del món excepte algunes àrees com el comtat fictici de Navezgame, a Arizona. El jugador és un supervivent de la guerra que ha de lluitar per trobar refugi, menjar i aigua, així com rebuscar i localitzar subministraments per a defensar-se dels nombrosos zombis (suposadament generats com a resultat de la guerra nuclear) que poblen Navezgame. Encara que no hi ha cap objectiu real excepte sobreviure, en el seu moment a Kickstarter els desenvolupadors van prometre una història i un eix dinàmics, a més d'objectius concrets. El vídeo amb l'explicació de llavors va ser retirat pels desenvolupadors.

## Jugabilitat
A 7 Days to Die, el jugador apareix en un punt aleatori del mapa de Navezgame, amb l'objectiu de sobreviure el temps que sigui possible contra els elements i les onades massives de zombis. Com a joc de supervivència, el personatge necessita menjar i beure aigua constantment, a més de ser vulnerable a lesions i malalties. El joc es basa en el vòxel (de fet, és similar en alguns aspectes a Minecraft, amb la diferència que el terreny és llis), fet que permet construir edificis senzills i destruir objectes en un entorn de simulació de físiques. Aquesta és una altra gran diferència amb Minecraft, ja que a Navezgame construir una estructura que no compti amb pilars o altres suports farà que aquesta col·lapsi i que s'esfondri. Els objectes del món es desgasten amb l'ús, de manera que el jugador ha de buscar o fabricar eines noves a mesura que el joc avança. El jugador també pot recollir i crear materials —tant de la natura com de les restes de la civilització humana— per tal de construir aquestes eines i objectes.
Mentre que el joc inclou flora i fauna que pot ser respectivament cultivada i caçada pel jugador, el principal perill són els zombis, els quals són afectats pel cicle del dia i la nit; durant el dia els zombis són relativament lents i passen a ser objectius raonablement fàcils, que només poden detectar el jugador a distàncies curtes. De nit, però, aquests es tornen agressius i els seus moviments són més ràpids, fets que fan créixer la seva perillositat. A mesura que el joc avança, apareixen zombis més forts i amb variacions.
Es poden fer servir el sigil i les distraccions per evitar conflictes innecessaris, però algunes accions, com ara portar menjar a sobre, poden atreure als zombis. Aquests també se senten atrets per les zones d'activitat humana, i destruiran qualsevol objecte que s'interposi en el seu camí fins que siguin eliminats o fins que l'obstacle en qüestió sigui destruït, incloent les defenses del jugador. Si detecten al jugador, els zombis s'activaran automàticament i començaran a perseguir i atacar-lo fins que aquest sigui mort, o bé fins que el jugador se n'hagi allunyat prou.
El títol del joc és una referència a un important esdeveniment de Lluna de Sang i que succeeix cada set dies, a través del qual les onades de zombis i d'animals salvatges atacaran massivament la posició on es trobi el jugador a partir de les 22:00 fins a les 4:00 de l'endemà dins l'horari del joc (és a dir, els dies 7, 14, 21... etc). A menys que el jugador sigui capaç de defensar-se o de crear suficients fortificacions, els enemics destruiran ràpidament el personatge.
El món de Navezgane està compost per múltiples biomes o àrees geogràfiques. Aquests inclouen deserts secs, boscos temperats i camps nevats, així com un terres ermes cremades. Cada bioma té recursos únics que només poden ser aconseguits allà, fet que anima al jugador a explorar el mapa.

### Multijugador
L'opció de multijugador està disponible a través de servidors i permet cooperar a diferents jugadors dins d'un mateix món. Les interaccions poden ser cooperatives o hostils depenent en les opcions de servidor utilitzades. Els jugadors poden utilitzar els seus propis servidors o utilitzar un hosting proveïdor. Els mons d'un sol jugador tenen suport de xarxa d'àrea local, que permet als jugadors unir els mons a través d'ordinadors interconnectats localment sense necessitar sense una configuració de servidor. Els jugadors són també capaços de proporcionar suport de xarxa de llarg abast a través de mons d'un sol jugador. Els servidors de 7 Days to Die els servidors funcionen en consoles, Windows i Linux. Hi ha dos modes de joc per al multijugador: Supervivència i Creatiu (tots dos són estàndard i es generen aleatòriament). La versió de consola del joc permetia dividir la pantalla en les partides multijugador.

## Desenvolupament
La versió alfa per a Windows es va publicar l'agost de 2013 per a aquelles persones que van pre-comprar el joc aKickstarter o PayPal. La data de publicació prevista era el maig de 2014 per Microsoft Windows; les de Macintosh i Linux estaven previstes per a més endavant d'aquell any.
El joc es trobava també a Steam Greenlight després de 23 dies en que es van aconseguir 75.000 vots favorables, 8.340 seguidors, i 8.700 favorits. Va aconseguir ser número 1 a Steam Greenlight, després que en només 16 dies van superar els 56.000 vots. La versió de Mac la versió va ser publicada el 13 de setembre de 2013, al mateix temps que es publicava l'actualització Alpha 1.1.
Els desenvolupadors tenen un fòrum permanent anomenat Doom and Gloom, enfocat a resoldre dubtes i preocupacions dels usuaris pel que fa al desenvolupament del joc.

### PC
7 Days to Die va ser distribuït oficinalment al públic amb la versió Alpha 1.0. Només aquells usuaris que havien donat suport al joc a través de la campanya de Kickstarter Campanya o que l'havien pre-comprat mitjançant PayPal va tenir accés a l'Alpha fins que la versió Alpha 5.0 es va publicar a Steam com un joc d'accés anticipat el 13 de desembre de 2013.
Des de la publicació de l'Alpha de 7 Days to Die va haver-hi moltes actualitzacions constants de contingut com ara un nou bioma de neu, sistemes de forja, armes noves, canvis generals en els gràfics i terrenys més llisos, que serien completats a l'Alpha 8.
La versió Alpha 7.8 va ser publicada el 4 d'abril de 2014, seguida de ben a prop per l'Alpha 7.9 el dia 8 d'abril de 2014. L'Alpha 7.10 es va publicar el 19 d'abril de 2014. L'Alpha 8 es va llançar el 7 de maig de 2014, i va suposar l'actualització de les animacions dels zombis i l'allisament del terreny de manera prou definitiva. La versió Alpha 9 es va publicar el 19 d'agost de 2014 i va afegir mons generats aleatòriament, lesions noves, nous efectes de llum i gràfics nous. La Versió Alpha 10 va ser publicada el 22 de novembre de 2014 i va afegir un sistema de creació de personatge nou amb modificació de cara, cos i roba visible, un nou sistema d'onades de zombis en un mapa de calor i un nou sistema de benestar.
L'Alpha 11 va ser publicada el 2 d'abril de 2015, en la qual els desenvolupadors van actualitzar el joc a Unity 5, i va suposar moltes millores gràfiques, a més d'afegir un nou sistema de classificació de qualitat de pistoles, armes, eines i armadures i un Zombi nou anomenat "Feral". L'Alpha 12 es va publicar el 3 de juliol de 2015, i va afegir un nou sistema de vehicles amb la Mini Bicicleta, el primer sistema meteorològic, un so nou i noves físiques, entre d'altres ajustaments i addicions. L'Alpha 13 va ser publicada el 10 de desembre de 2015, i va afegir elements de supervivència relacionats amb la temperatura, un nou sistema d'habilitats i un redissenyat sistema de crafteig. La dificultat del joc ha augmentat, però continua sent popular.
L'Alpha 14 va ser publicada el 26 de març de 2016, amb millores més intenses i més característiques, la resolució de molts bugs, així com algunes optimitzacions gràfiques i artístiques. Posteriorment es va publicar l'Alfa el 5 d'octubre de 2016, amb millores importants als mapes generats aleatòriament, un sistema de comerç, un sistema nou de dificultat progressiva i moltes més característiques. Els zombis-UMA que van ser introduïts en aquesta versió serien retirats a l'Alpha 16.
El 6 de juny de 2017 es va publicar l'Alpha 16. Aquesta incloïa per primera vegada l'electricitat en el joc, amés d'afegir diverses trampes com les tanques elèctriques i les fulles giratòries. El 19 de novembre de 2018, es va publicar oficialment l'Alpha 17, que va afegir un sistema de missions, vehicles nous i nombroses renovacions del sistema. Aquestes renovacions incloïen també una nova música al menú principal, fet que marcava el començament d'una gran renovació en l'àudio del joc. El 2 d'octubre de 2019 es va publicar l'Alpha 18, que va optimitzar i equilibrar els canvis de l'Alpha 17, i que a més va afegir nous elements al joc (nou sistema d'infecció, armes i esquemes, ubicacions, un mode d'enrabiament dels zombis, etc). Aquesta renovació també introduïa el que seria anomenat Sistema de Música Dinàmic (abreujat com DMS). El 27 de juny de 2020 es publica l'Alpha 19, la qual va afegir un nou sistema de saqueig, eines i armes noves, caramels, un nou sistema d'impactes crítics i una renovació de les textures per als zombis.

### Consola
L'abril de 2016 el joc va ser anunciat per a PlayStation 4 i Xbox One. Va ser publicat per Telltale Editorial i distribuït el juliol de 2016. L'actualització més recent per les versions de consola, el Patch 13, va ser publicada el 13 de desembre de 2017. Aquest actualitza la versió 1.18 de PlayStation 4 i la versió del joc per a Xbox a la 1.0.18.0.

#### Tancament de Telltale
El 21 de setembre de 2018, Telltale va despatxar abruptament la gran majoria del seu personal per problemes financers, i l'11 d'octubre de 2018 va començar a liquidar els seus actius a través de Sherwood Partners. En un comunicat de The Fun Pimps del dia 13 de novembre de 2018, enviat a través del seu fòrum oficial en línia, van declarar que “en sentir la notícia, vam rescindir immediatament el nostre acord de llicència amb Telltale, que només permetia tenir drets de distribució en els ports de consola del joc 7 Days to Die.” També van anunciar que aquest fet “retirava completament els drets de distribució de Telltale sobre qualsevol actualització o seqüela de la franquícia 7 Days to Die .”
Els mateixos The Fun Pimps van fer un altre comunicat el 16 d'octubre de 2019, en què deien havien re-adquirit els drets de distribució del joc. El futur dels ports de consola, el contingut dels quals no ha estat actualitzat des del 2017, no és del tot clar. Actualment no hi ha cap desenvolupament en actiu.

## Recepció
Les versions de PlayStation 4 i Xbox One versions de 7 Days to Die van rebre revisions "desfavorables" segons la pàgina web d'agregació de revisions Metacritic.
A data de juny de 2018, el joc mantenia una revisió "molt positiva" a Steam després de més de 46.000 valoracions, i va ser un dels "100 jocs més venuts del 2017" a la mateixa plataforma malgrat esta en fase de desenvolupament.
Un revisador, tanmateix, va criticar el llarg període en què el joc ha estat en desenvolupament.